# Modlin (Nowy Dwór Mazowiecki)

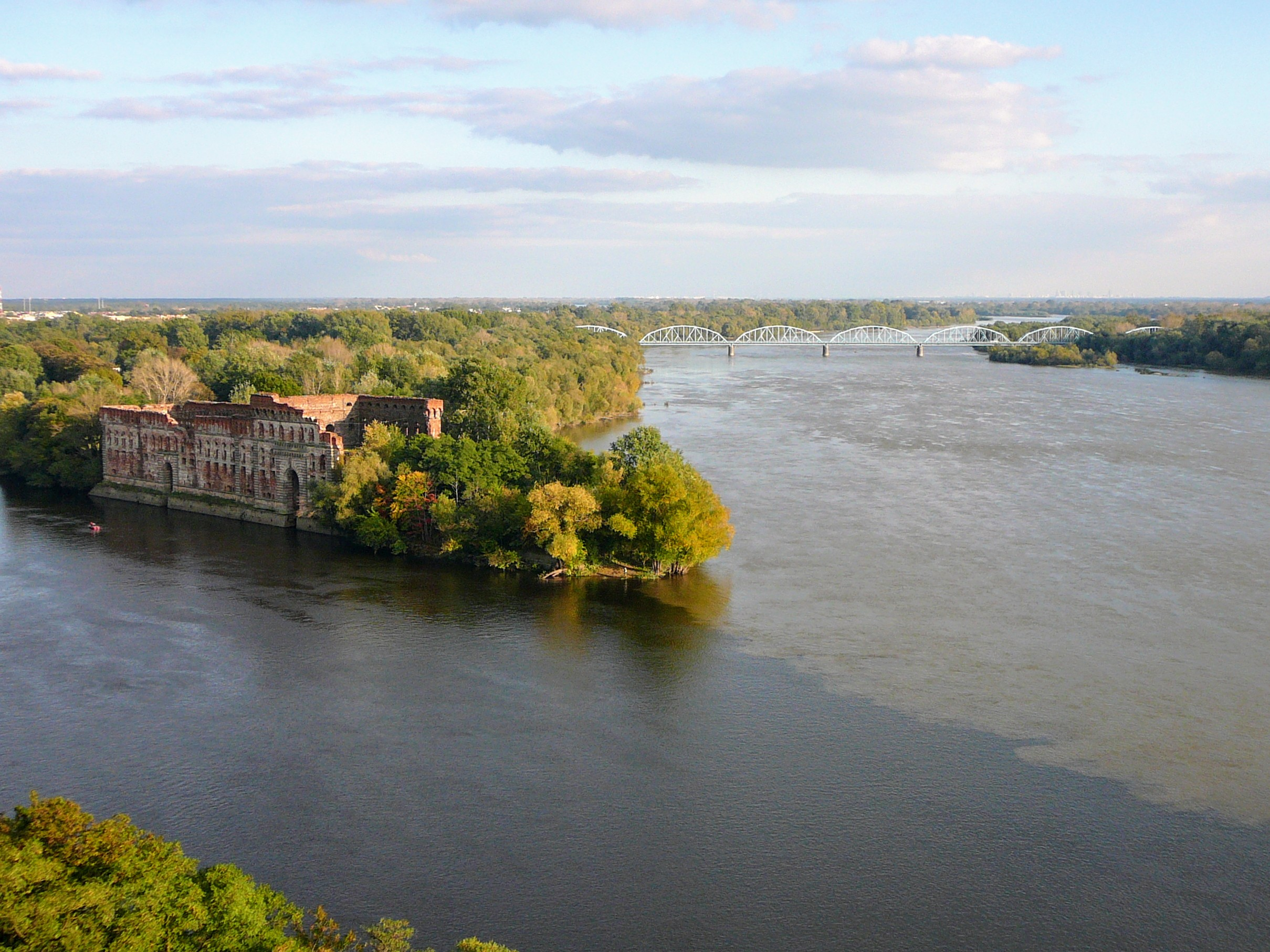
Mündung der mit dem Bug vereinigten Narew in die Weichsel bei Modlin

Modlin ist ein Ortsteil der polnischen Stadtgemeinde Nowy Dwór Mazowiecki.
Der Ort liegt nördlich von Warschau nahe an der Mündung der Narew in die Weichsel und war bis zur Eingemeindung nach Nowy Dwór Mazowiecki im Jahre 1961 eine selbstständige Gemeinde. 
Sehenswert sind die nach mehreren Schlachten im 19. und 20. Jahrhundert noch verbliebenen Gebäude der Festung Modlin. 
Im Jahr 1939 war die Festung in der Schlacht um Modlin einer der letzten Stützpunkte, die nach dem deutschen Überfall auf Polen kapitulierte.
Modlin ist Fernverkehrsbahnhof an der Bahnstrecke Warszawa–Gdańsk. Nördlich des Ortes befindet sich auf dem Gelände eines ehemaligen Militärflugplatzes der neue zivile Flughafen Warschau-Modlin, der insbesondere von Billigfluggesellschaften wie Ryanair angeflogen wird. 
Koordinaten: 52° 26′ N, 20° 41′ O